# 美國第十艦隊
美国第十舰队（英語：United States Tenth Fleet）是美國海軍的功能性編隊及編號艦隊。最初創建時是第二次世界大戰期間為了協調各組織在大西洋海戰中進行反潛作戰。於2010年重啟，作為艦隊網絡司令部的部隊提供者，以執行各種網路戰、電子戰、資訊戰和維持訊號情報能力，另外還有太空領域的任務。